# Die Art
Die Art ist eine Band, die 1985 in Leipzig aus der Vorgängerband Die Zucht entstand und zu den Anderen Bands zählt, die die Wende in der DDR in musikalischer Hinsicht prägten. Charakteristisch für Die Art ist die düstere melancholische Lyrik gepaart mit Punk- und Gitarrenrocksound, teils auch Dark Wave.
Die Texte sind sowohl englisch (vorwiegend in den ersten Alben) als auch deutsch (in späteren Alben).

## Geschichte

Die Art 1990 in Leipzig

Die Art erspielte sich schnell ein größeres Publikum. Anfang 1987 stieß mit Andreas Seyffert (Keyboard) ein fünftes Bandmitglied zu Die Art und wirkte am ersten Tape Would You Mind Us Looking For? mit, verließ die Band dann aber wieder. Ende 1987 nahm der Radiosender DT64 die zweite Parocktikum-Session mit Die Art auf, die später als zweites Tape Just Another Hit veröffentlicht wurde.
Mangels der Möglichkeit ein eigenes Album zu produzieren, brachte Die Art bis 1989 vier Tapes (MC) in Eigenproduktion heraus, von welchen Dry das bekannteste und meistverkaufte Underground-Tape der DDR wurde.
1989 schaffte es der Song Sie sagte auf die erste Parocktikum-LP.
Ein weiterer Höhepunkt war der Auftritt beim letzten FDJ-Pfingsttreffen 1989 vor 10.000 Zuschauern.

Die Art, 1987

Im Spätsommer 1989 verließ der Schlagzeuger Thomas Stephan Die Art und die DDR. Als gleichwertigen Ersatz verstärkte Dirk Scholz die Band. Ein erster Plattenvertrag beim Label Amiga scheiterte 1989 wegen des Songs Wide Wide World, der als Aufruf zur Flucht aus der DDR gedeutet wurde.
Nach der Wende und friedlichen Revolution 1990 erschien das Debütalbum Fear beim Amiga-VEB Deutsche Schallplatten-Nachfolgelabel namens „ZONG“ und das mit dem Song Wide Wide World. 1991 folgte das zweite Album Gold (My Colour Is Black, Heer Litz u. v. a.) Im Gegensatz zu den ersten beiden Alben, die sehr punkig klangen, war das dritte Album Gift (1993) ein Pop/Wave-Album. Durch diesen musikalischen Stilbruch verkaufte sich das Album anfangs nur zögerlich.
Das 4. Album But (1994) war wieder deutlich härter und gilt als eines der besten und ausgewogensten Alben. 1995 entschied sich die Band ihre besten deutschsprachigen vor 1990 entstandenen Titel auf ein Album aufzunehmen. Das Schiff entstand. Das Album Still (1996) ist das zweite rein deutschsprachige Album. 1997 folgte das experimentelle Album Adnama einschließlich einer ausgekoppelten Maxi-CD Radiokrieg. Das Titelstück ist ein Cover von einem Amanda-Lear-Song, wodurch sich der Albumname erklärt. Bei dem „fast unplugged“-Album Mellow Versions von 1998 und bei der anschließenden Club-Tournee spielte die Cellistin Susanne V. Thiele mit. Bei diesem ruhigen Album tritt die dunkle Stimme vom Sänger Makarios deutlicher als sonst in den Vordergrund. Ein Novum der deutschen Rockkultur war das Bespielen verschiedener noch aktiver Kirchenhäuser bei dieser Tournee.
1999 trennten sich Die Art von Christoph Heinemann und spielte 2000 mit Christian Schierwagen (E-Bass) das letzte Studio-Album Last ein, welches wieder etwas gitarrenlastiger und melodiöser ist. Zusammen mit Conrad Hoffmann (Bass) ging Die Art ein letztes Mal auf Tour und löste sich am 22. Dezember 2001 nach ihrem Konzert in der Moritzbastei in Leipzig auf.
Nur ein einziges Mal machten sie am 17. April 2004 eine Ausnahme und spielten im traditionsreichen Dresdner Ballhaus „Gare de la Lune“ zusammen mit den Freunden der italienischen Oper, die seit 12 Jahren nicht mehr aufgetreten waren, anlässlich des 40. Geburtstages von Sänger R.J.K.K. Hänsch alias Ray van Zeschau.
Als Nachfolgeprojekt wurde Wissmut gegründet, bei dem Makarios, Thomas Gumprecht, Conrad Hoffmann und Shiva Rudra als Schlagzeuger dabei waren.

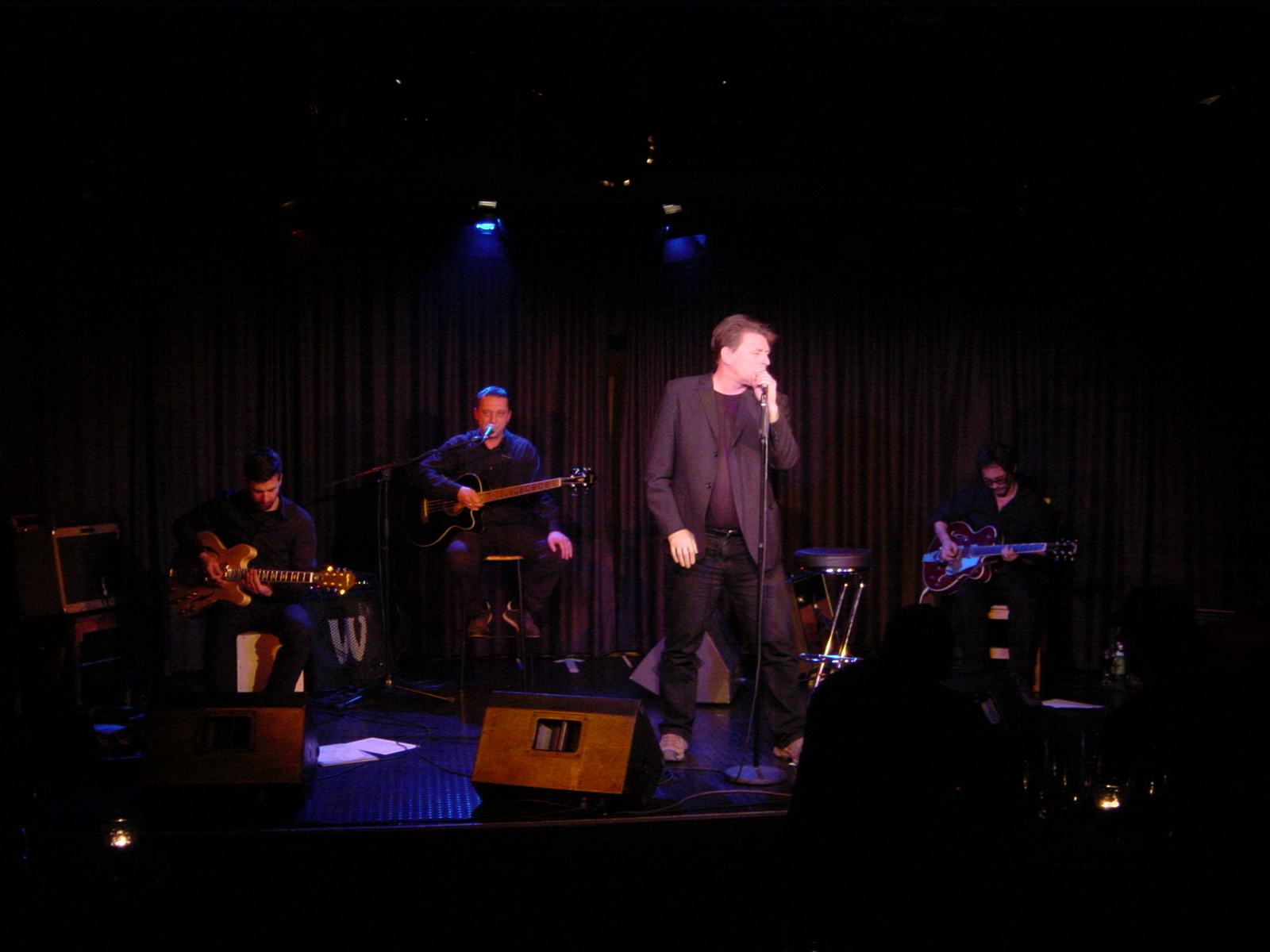
Die Art 2012 in Pirna

Im Februar 2007 wurde die Reunion der Band bekanntgegeben. Dem folgte der erste Auftritt am 28. April im Chemnitzer Südbahnhof zusammen mit Substance of Dream als Vorband und Fliehende Stürme als Headliner.
Kurz darauf, im März 2007, wurde das Album „Pale“ mit raren Tracks, Demos und unveröffentlichten Versionen veröffentlicht, welches nur direkt auf Anfrage erhältlich ist. Das neue Album Alles was dein Herz begehrt erschien am 5. Oktober.
Nach mehreren erfolgreichen Konzerten und einer längeren Sommerpause erschien im Oktober 2008 das Album Funeral Entertainment. Dieses beinhaltet sechs neue Songs und eine Neueinspielung des 1991 entstandenen – aber unveröffentlichten – Songs Pale. Jener Song gibt auch die musikalische Richtung der nun komplett in Englisch gehaltenen Songs vor. Diese kann man ruhig als Wavepop bezeichnen und knüpft an die Bandphase der Jahre 1992 und 1993 an.
Im September 2009 erschien die erste Best of Compilation der Band. Sie trägt den Namen Für immer und ewig und enthält ausschließlich Songs mit deutschen Texten. Dabei wurden drei Titel neu eingespielt, aber auch zwei neue Songs mit veröffentlicht.
Mit Twenty Fear erschien im Oktober 2010 die zweite Best of Compilation, die ausschließlich englische Songs von 1990 bis 2000 enthält. Als Bonus-CD wurde das erste Album der Band namens „Fear“ komplett remastert mit veröffentlicht. 2011 und 2014 folgten die regulären Studioalben Arcane und Success. 2011 und 2017 werden des Weiteren Livemitschnitte aus Berlin und Dresden veröffentlicht.
Mit der Trennung von Drummer Sven Löbert im August 2017 stand die Band kurz vor der Auflösung. Im Oktober 2017 wurde mit Jens Halbauer (auch Mitglied bei Verbrannte Erde und Fliehende Stürme) jedoch ein Ersatz gefunden und die Band-Aktivitäten inklusive Live-Auftritten fortgesetzt. Im April 2019 wurden die Songs Enter the Sun und Neue Eisbox in Dresden live uraufgeführt, wobei beide Titel zusammen mit Himmel aus Samt später auch auf einer gemeinsamen Single erschienen. Im September 2019 fand sich Die Zucht für ein Konzert erstmals wieder zusammen, ein dazugehöriger Tonträger wurde ebenfalls angekündigt.
Im Frühjahr 2020 sollte eine Mini-Tournee gemeinsam mit den Freunden der italienischen Oper stattfinden. Diese fiel jedoch der COVID-19-Pandemie zum Opfer und wurde ins Jahr 2021 verlegt. Mit der 12-Inch-Vinyl-Picture-Disc Brüder, zur Sonne, zur Freiheit erschien jedoch schon zum ursprünglich geplanten Tourneezeitpunkt das erste Produkt der gemeinsamen Zusammenarbeit mit jeweils zwei neuen Titeln von Die Art und FDIO. Die Tour wurde im April 2023 mit neuem Drummer Christopher Heinze offiziell fortgesetzt. Im Oktober 2023 erschien das Album Fading.

## Diskografie

Die Art, 1988, Leipzig

### DDR-Underground-Tapes
- 1987: Would You Mind Us Looking For? (Hartmut Rec. - Bandlabel)
- 1988: Just Another Hit – Live (Hartmut Rec. - Bandlabel)
- 1989: Dry (Hartmut Rec. - Bandlabel)
- 1989: Just Another Hit Again (Hartmut Rec. - Bandlabel)

### Alben
- 1990: Fear
- 1991: Gold
- 1993: Gift
- 1994: But
- 1995: Das Schiff
- 1996: Still
- 1997: Adnama
- 1998: Mellow Versions
- 1999: Dry (Wiederveröffentlichung der Tape-Aufnahmen)
- 2000: Last
- 2002: LastLive Sequences
- 2004: Das Schiff (Wiederveröffentlichung mit Bonustrack auf Major Label)
- 2007: Pale (Collectors Edition)
- 2007: Alles was dein Herz begehrt
- 2008: Funeral Entertainment
- 2009: Für immer und Ewig – Best of Vol. 1
- 2010: Twenty Fear – Best of Vol. 2 (inklusive geremastertes Album „Fear“ als Bonus-CD)
- 2011: Arcane (CD/LP, CD inklusive DVD „An Arcane Story“)
- 2011: Berlin-Mitte (Relativ Unplugged...)
- 2014: Success
- 2017: XXX 30 Jahre Die Art - Live in der Groovestation
- 2023: Fading

### Singles und EPs
- 1990: I Love You Marian (B-Seite: Das Schiff, 7")
- 1991: My Colour Is Black (7")[3]
- 1992: Jane Plays Guitar (EP)
- 1993: Black Hearts
- 1993: Trance (Mini-CD)
- 1995: Das Schiff (EP)
- 1996: Nur 1 Traum (EP)
- 1997: Radiokrieg
- 1997: The Secret Markt 9 Sessions (EP)
- 1998: Age of Consent and the Secret Markt 9 Sessions
- 1999: The Early Broadcast Sessions
- 1999: Mellowash XL (EP)
- 2000: Hour of Parting (EP)
- 2015: Automat - Seven Inch Club 001
- 2016: Sadness at the Water / Kein Wunder - Seven Inch Club 002
- 2017: In den Nächten - Seven Inch Club 003
- 2019: Enter the Sun - Seven Inch Club 004
- 2020: Brüder zur Sonne zur Freiheit  12 Inch Vinyl Picture Split EP mit Freunde der italienischen Oper (Major Label)
- 2025: Brüder, hört die Signale!  12 Inch Vinyl Picture Split EP mit Freunde der italienischen Oper (Major Label)

### Besonderheiten
- 1994: Gold (Re-Release mit vier zusätzlichen Tracks)
- 1994: But (Erstauflage mit zusätzlicher 5-Track-CD)
- 2002: Brachialpop 1 (Labelsampler, Die Art „Vereinsamt“)
- 2002: Ein Abend mit Die Art (VHS mit Konzertmitschnitt und Interview)
- 2008: Funeral Entertainment-Promo CD (DIN-A5-Pappcover mit Band- und Album-Infos)

### Bootleg - Tapes
- 1990: Live in Lugau 1989
- 1990: Live im HdjT - Labelparty Z
- 1991: Die Art / Rosengarten
- 1991: The Wellknown & Unknown Songs
- 1993: Schall & Rauch
- 1993: Radio War